# Freddy Milton
Pour les articles homonymes, voir Milton.
Freddy Milton, né le 18 avril 1948 au Danemark, est un auteur, dessinateur et illustrateur danois de bandes dessinées connu pour son travail sur les bandes dessinées Disney, Woody Woodpecker et Gnuff. En 1974, il a fondé et édité/publié le fanzine Carl Barks & Co.